# 懺悔的囚犯
懺悔的囚犯（？-37年），亦稱十字架上的囚犯、好囚犯、右盜、善盜，是《路加福音》記載與耶穌兩名同釘的無名囚犯其中一人，他駁斥不知悔改的囚犯對耶穌的侮辱，並希望耶穌作王時記得他，耶穌答應帶他去樂園。
雖然他並沒有在《路加福音》記載名字，但後世基督宗教諸教會根據各自的傳說為他命名，天主教和經外書《彼拉多行傳》稱狄思瑪斯、偽典《叙利亞聖嬰福音》稱提圖斯、亞歷山大科普特正教會稱迪馬斯、《康巴提烏斯法典》稱助坦。

## 路加福音

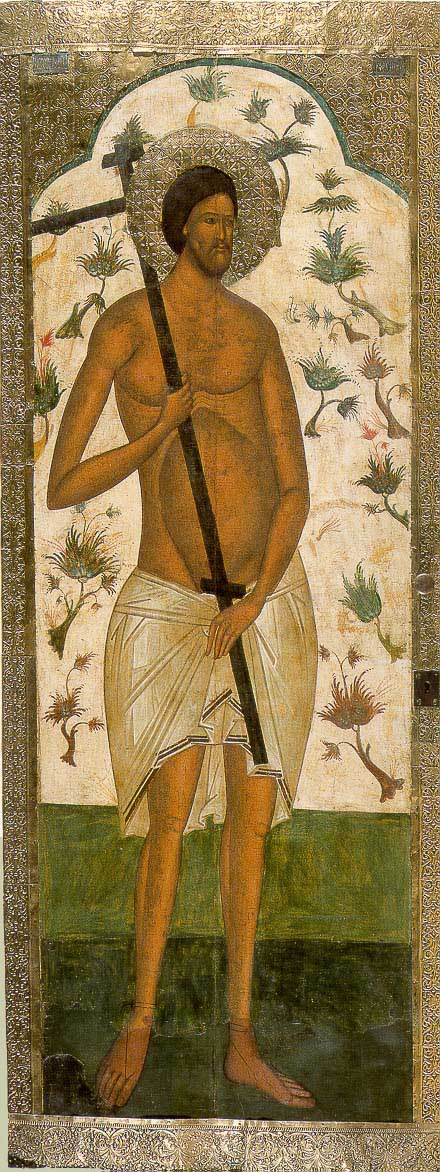
《好囚犯在樂園》，俄羅斯東正教聖像畫，莫斯科學派。

### 描述
有兩名囚犯與耶穌同釘十字架上，一個在左，一個在右，約翰‧馬可認為這是實現了以賽亞的寓言；馬太表示「盜賊」們嘲笑耶穌；然而路加卻寫：
39 兩個跟他同釘的囚犯，有一個開口侮辱他說：「你不是基督嗎？救救你自己，也救救我們吧！」40 另外一個卻責備那囚犯說：「你同樣受刑，你就不怕上帝嗎？41 我們受刑是活該；我們所受的不正是我們該得的報應嗎？但是這人並沒有做過一件壞事。」42 於是他對耶穌說：「耶穌啊，你作王臨到的時候，求你記得我！」43 耶穌對他說：「我告訴你，今天你要跟我一起在樂園裡。」

編者注：聖經經文引用自基督新教現代中文譯本修訂版。

### “今天……一起在樂園裡”
《路加福音》第23章第43节「今天……一起在樂園裡」，這句翻譯在少數文本中有不同版本和爭議，希臘文原本是沒有標點符號的，歸因副詞「今天」去到動詞「要」，就會組成最多文本使用版本「今天要在樂園裡」；但在少數版本中，合併副詞「告訴」，變成「我今天告訴你要在樂園裡」，更符合通用希臘語的語序。大多數聖經譯本使用前者，只有亞拉姆語《喬頓仁福音》使用後者。
托馬斯·阿奎那表示：「主的話語（今天……一起在樂園裡），並非指俗世肉身的那種樂園，或該是心靈上的樂園，說將要，他們被神聖的榮耀充盈。從此時此地開始，囚犯跟基督升上天堂，他或跟基督而去，所以衪向他說：『汝必跟我在樂園』；如他的賞賜，他在樂園中，在那裡他與其他聖人一起，嚐到和享受到基督的榮耀。」

## 基督宗教傳統

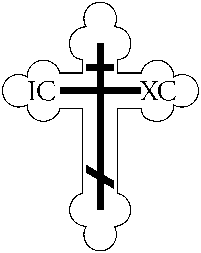
東正教十字架共有三條橫枝，最下方傾斜的橫枝為踏板，上斜象徵好囚犯，下斜象徵壞囚犯。

### 無名
希波的奧古斯丁沒有記載囚犯的名字，但對他可能未曾受過洗禮這一點表示嘖嘖稱奇。
根據傳統，好囚犯被釘在耶穌的右邊，而另一個在左。因此，描述耶穌被釘十字架時，他的頭通常側在右邊，顯示他向好囚犯承諾。在俄羅斯正教會，他們的十字苦像共有三條橫枝，最上的一條是十字架的題字「拿撒勒人耶穌，猶太人的王」（由本丟·彼拉多所寫，後釘在耶穌頂上邊）；中間的一條最長，釘住耶穌的雙手；最下方傾斜的橫枝為踏板，釘住耶穌的腳掌。踏板傾斜的方向，向上者指向好囚犯，下方指向另一個。
而君士坦丁堡牧首金口若望表示，囚犯住在荒蕪之地中，專門打劫和殺死不幸路過的旅人；教宗額我略一世則表示：「犯了血源上的大罪，包括兄弟的血源」。」
由於囚犯皈依情況非常特殊，說明基督教教義藉著基督救恩的例外情況和的必需步驟：意識自己的罪，悔改自己的罪，接受基督的永生救恩。此外，洗禮並非得救的必要步驟，因為囚犯根本沒有這個機會。

### 狄思瑪斯

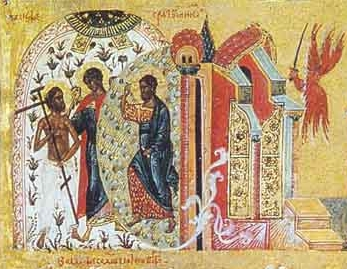
17世紀的俄羅斯聖像畫中，耶穌帶狄思瑪斯去樂園，右邊是樂園之門，由基路伯守衛。

只有《路加福音》記載懺悔的囚犯，甚至乎沒有記載他的名字，其後才由4世紀作品《彼拉多福音》描述他的名字。名字「狄思瑪斯」是希臘語，意思為「日落」和「死亡」；另一個囚犯亦被命名為爵思特斯。吉恩-約瑟夫·加林作品《好囚犯的生平》中，希波的奧古斯丁表示，囚犯跟童年的耶穌說：「噢！蒙福的孩子，如果我臨到終結之日，請記得我和帶領我。」安妮·凱瑟琳·艾默里奇表示在靈視中見到耶穌一家「疲憊和無奈」，根據希波的奧古斯丁和彼得·達米安所說，聖家曾在某一時候遇見狄思瑪斯。
偽典《叙利亞聖嬰福音》稱兩名囚犯為提圖斯和登馬查士，描述提圖斯（好囚犯）阻止其他盜賊傷害逃往埃及的馬利亞和約瑟。美國作家亨利·沃茲沃思·朗費羅收集種種傳說，在作品《黃金傳說》描述提圖斯給了登馬查士四十枚銀錢，要求他放過聖家，於是馬利亞祝福提圖斯：「當那審判大日來臨，願神向你施恩。」童年的耶穌說：「三十年後的一天，我將在耶路撒冷受難。猶太人的手將我高舉，在咒詛的樹上受苦，有兩名強盜被釘受刑，一個在我右邊一個左邊，那時以後提圖斯將要與我同住在樂園。
亞歷山大教宗狄奧菲魯斯一世的《十字架上的好囚犯講道》，是經典科普特文學作品。

### 封聖

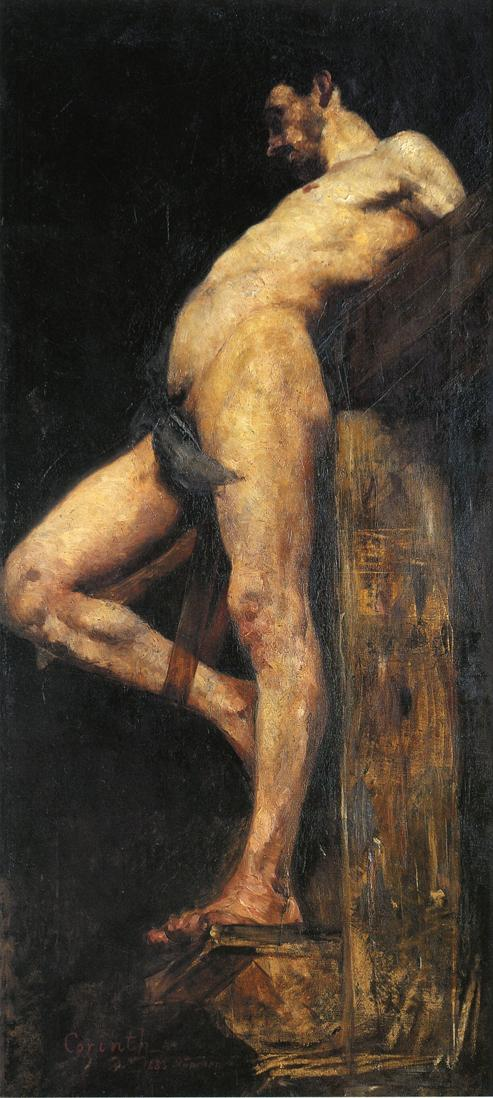
洛維·科林斯1883年作品《懺悔的囚犯》

天主教會從未將狄思瑪斯冊封聖典，在羅馬殉道學中認為，基督在耶路撒冷承認狄思瑪斯，並在十字架上的那一刻被耶穌親自封聖，耶穌亦已經答應帶他上樂園，教會傳統上亦將之視為首位聖人而敬禮。狄思瑪斯的瞻禮日在3月25日，與聖母領報節同享一日。
其他的大市鎮，如美國加利福尼亞州的聖迪馬斯市以之命名，一些教區教堂亦是以之命名，如京士頓感化所興建的加拿大安大略省京士頓好囚犯教堂，伊利諾伊州沃基的聖狄思瑪斯教堂，紐約州克林頓監獄的好囚犯聖狄思瑪斯教堂。

### 藝術
中世紀藝術中，狄思瑪斯經常被描繪成與耶穌一同下降阴府，如《彼得前書》3:19-20和使徒信經（雖然沒有提到囚犯）相關。
東正教中，有一首耶穌受難節聖詩題為《好囚犯（或智慧的囚犯，教會斯拉夫語：Razboinika blagorazumnago）》，描述耶穌帶囚犯上樂園。還有好幾首聖詩，專門在俄羅斯東正教會晨禱使用。

### 流行文化
作為耶穌的故事一部分，好囚犯經常出現在電影中，雖然重要性有不同程度。他有時只是一個電影背景角色，他在《路加福音》中的角色是有限的。唯一例外的是塞西爾·德米爾1927年電影《萬王之王》。在一個場景中人們哀悼去各各他途中的耶穌，接下來的場景，人們向兩個囚犯扔垃圾。後來當三人被釘在十字架上，好囚犯駁斥壞囚犯對耶穌的侮辱和要求赦免自己的罪行，耶穌原諒了好囚犯。兩人都死了，馬利亞在兒子的腳下哀悼，她注意到，囚犯腳下也有一個披頭散發的老婦人哭泣。老婦人說：「他是我兒子。」接著兩個母親互相擁抱和安慰。在1961年電影《萬王之王》，兩個囚犯與巴拉巴正在等待他們的命運。兩個囚犯聽到巴拉巴自喻為他們時感到震驚。他們說：「我們是只是盜賊！你是一個殺人犯！」
短劇《萬世救主》，好囚犯叫約巴。
基督教流行音樂也有描述懺悔的囚犯，基督教搖滾樂隊「三日」的1995年歌曲名為「盜賊」。基督教搖滾樂隊名叫狄瑪斯。雪梨·卡特的歌《星期五早晨》出現好囚犯的獨白。
頑皮狗2016年5月發行之動作探險遊戲神秘海域4：盜賊末路，以海盜亨利·埃弗里故事為藍本，其中多次提及亨利·埃弗里對聖狄思瑪斯的迷戀，並多次以狄思瑪斯形象製作與寶藏相關的提示與機關供前來尋寶的人解謎。